# Phoberus disjunctus
Phoberus disjunctus is een keversoort uit de familie beenderknagers (Trogidae). De wetenschappelijke naam van de soort is voor het eerst geldig gepubliceerd werd 2016 door Strümpher.